# Paraleptophlebia cincta
Paraleptophlebia cincta is een haft uit de familie Leptophlebiidae. De wetenschappelijke naam van de soort is voor het eerst geldig gepubliceerd in 1783 door Retzius.
De soort komt voor in het Palearctisch gebied.